# Дьозо Шомодьї
Дьозо Шомодьї (угор. Somogyi Győző) (Будапешт, 28 липня 1942) видатний угорській художник та графічний дизайнер, нагороджений Кошутською преміїєю. Досліджує та малює угорські історичні костюми, народну архітектуру. Член Угорської академії мистецтв (1997).

## Біографія
Батьки — Віктор Шомодьї і Роза Борзак. У 1956—60 навчався у вищій школі образотворчого мистецтва. У період з 1960 по 1964 рр. працював допоміжним працівником у друкарні «Кошут», пізніше вже як кваліфікований робітник. Обравши священство, між 1962—1968 навчався у будапештській Академії католицької теології. У 1967 році був рукоположений у священники. У 1968 році отримав степень доктора з церковної історії. З 1968 по 1975 рр. був практикуючим священником. У період з 1971 по 1975 рр. був помічником у каплиці на вулиці Томо.
У 1972 році Марко Дьордь показав Шомодьї мистецтво трафаретного друку. У 1970-х роках побував у Парижі, Риму, Румунії та найбільше вплинула на нього як на митця поїздка у Грецію у 1980-х. З 1973 року організовує графічні виставки і з того часу є членом Фонду мистецтв та Угорської асоціації образотворчого мистецтва. У 1975 році Шомодьї вийшов з церковного ордену і став вільним художником. З 1980 року малює свої перші твори. З 1985 року займається землеробством у Салфьольді. З 1997 року є членом Угорської Академії мистецтв, з 2004 року є членом правління. Член екологічного товариства басейну Калі.
Теми мистецтва Шомодьї витягнуті з природи, повсякденного життя, біблійних і військово-історичних подій. Це традиційний історико-фольклорний стиль, але тенденції стилю 20-го століття, включаючи конструктивістське мистецтво, також вплинули на нього, особливо на його пейзажі. Найбільшим його твором є живопис портретів 100 угорських військово-історичних особистостей (1986—1996), у вигляді залі Угорських героїв, представленої на виставках і книгах. «Зал портретів угорських героїв від короля Аттіли до Малетера бажає вшанувати пам'ять героїв, які захищали свою батьківщину під час нашої бурхливої історії. Художник з особливою ретельністю намалював одяг зображуваних людей: уніформа, зброя, герби, нагороди — їх ретельна проработка потребувала серйозного попереднього дослідження». Також Дьозо Шомодьї написав та проілюстрував серію книжок присвячених угорським воякам минулого — від стародавніх угрів, до війська Угорської народної республіки.

## Виставки (вибірково)

### Особисті
- 1973—1976, 1978, 1980, 1984, 1986, 1988, 1992 • Будапешт
- 1975—1976 • Капошвар
- 1976 • Франкфурт-на-Майні
- 1977 • Балмазуйварош • Мішкольц
- 1978 • Сегед • Комло
- 1979 • Мохач • Веспрем • Тапольца
- 1980 • Софія
- 1981 • Мішкольц
- 1982 • Сексард
- 1983 • Цюріх • Шіофок • Балатонболар • Комаром
- 1984 • Кіскунхалаш , Веспрем
- 1985 • Мур • Кечкемет • Тіхань • Кестхей
- 1986 • Залаегерсег
- 1987 • Відень • Дьомеш • Шарвар
- 1988 • Геделле
- 1990 • Секешфехервар • Ашод • Ревфюльоп
- 1991 • Пюшпекладань • Ajka
- 1992 • Тапольця • Шіофок
- 1993 • Печ • Домбовар • Кестхей
- 1996 • Зал портретів угорських героїв, Етнографічний музей, Будапешт
- 2003 • Пейзаж, карта, музей Ернста[hu], Будапешт
- 2004 • Музей Ференца Мора[en], Сегед • Християнський музей[en], Естергом
- 2006 • Нові твори, Меморіальний музей Юзефа Егрі, Бадачон
- 2009 • Бачення, зміст та спосіб життя — виставка Дьозо Шомодьї, галерея Му-Терем, Дебрецен • Галерея Форраса, Будапешт • Андраш Крісан — Дьозо Шомодьї: народна архітектура Балатону у сільській місцевості — презентація книги та виставка, Угорська асоціація будівельників, Будапешт
- 2010 • Графіка Дьозо Шомодьї, Регіональний центр сучасного мистецтва (REÖK), Сегед
- 2011 • «…Схрестити меч з язичником…» — виставка Дьозо Шомодьї у Будинку мистецтв, Кьосег

### Групові
- 2006 • Великі повертачі[5] культурний центр Надькереш Арані Янош, Надькереш
- 2008 • Сонячні вуличні хлопці — 12 художників відгукнулися на 12 художніх фільмів Дьордя Сом'яша, галерея Форрас, Будапешт

## Картини
- Ферма в Міконосі (1981)
- Болдіжар Чемницькі (1990)
- Озеро Балатон. Георгіївський пагорб[hu]

## Книги
- Лицарі в обладунках (Páncélos lovagok; у співавторстві з Ференцом Бодором) (1983)
- Армія війни за незалежність (A szabadságharc hadserege; у співавторстві з Золтаном Барчі) (1986)
- Угорські гусари (Magyar huszárok) (1987)
- За короля і батьківщину (Királyért és hazáért; у співавторстві з Золтаном Барчі) (1990)
- Басейн Калі (Káli medence) (1992)
- Внутрішня виставка (Belső tárlat) (1993)
- Тихань (Tihany; у співавторстві) (1995)
- Військо Трансильванського князівства (Az erdélyi fejedelemség hadserege; у співавторстві з Яношом Сабо) (1996)
- Портретна зала угорських героїв (Magyar hősök arcképcsarnoka) (1996)
- Угорсько-візантійські війни (Magyar-bizánci háborúk; у співавторстві з Яношом Сабо) (1998)
- Велика гусарська книга (Nagy huszárkönyv; у співавторстві з Дьордєм Шагварі) (1999)
- Забута війна (Elfelejtett háború) (2000)
- Гонведські гусари 1920—1945 (Honvédhuszárok 1920—1945; у співавторстві з Дьордєм Шагварі та Петером Сабо) (2001)
- Мала гусарська книга (Kis huszárkönyv) (2001)
- Він жив золотим віком. Шалфольдські[en] розмови (Megélt aranykor. Salföldi beszélgetések) (2004)
- Угорський королівський портрет (Magyar királyok arcképcsarnoka) (2006)
- Святі будинку Арпадів (Az Árpád-ház szentjei) (2007)
- Солдати війни за незалежність (A szabadságharc katonái) (2011)
- Угорські знамена (Magyar hadizászlók) (2011)
- Угорські солдати Марії Терезії (Mária Terézia magyar katonái) (2011)
- Угорські війська 1768—1848 (Magyar katonaság 1768—1848) (2013)
- Військо короля Матьяша 1458—1526 (Mátyás király hadserege 1458—1526) (2014)
- Вояки угорського кордону 1526—1686 (Végvári vitézek 1526—1686) (2014)
- Угорській королівській гонвед 1868—1814 (Magyar királyi honvédség 1868—1914) (2014)
- Угорські полки Франца-Йозефа 1850—1914 (Ferenc József magyar ezredei 1850—1914) (2015)
- Угорські вояки світових війн 1914—1918, 1939—1945 (A világháborúk magyar katonái 1914—1918, 1939—1945) (2015)
- Зброя кінних лучників (Lovasíjász-fegyverzet; у двох томах) (2016)
- Військо гонведу 1848—1849 (A Honvédsereg 1848—1849) (2016)
- Військо династії Арпадов 896—1301 (Az Árpádok Hadserege 896—1301) (2017)
- Угорська лицарська епоха 1301—1456 (Magyar Lovagkor 1301—1456) (2017)
- Військо Ракоці 1703—1711 (A Rákóczi-szabadságharc hadserege 1703—1711) (2018)
- Угорська народна армія 1945—1990 (Magyar honvédség 1945—1990) (2019)

## Нагороди, відзнаки
- Гран-прі Національного графічного бієнале[hu] , Мішкольц (1977)
- Премія 15 березня (1983)
- Нагорода[hu] Мігая Мункачі (1988)
- Нагорода Pro Natura[hu] (1992)
- Угорська художня премія (1992)
- Премія Ласло Меднянського (1994)
- Чудовий виконавець[hu] (1997)
- Премія Prima Primissima[hu] (2003)
- Премія Кошута (2012)
- Нагорода угорської спадщини[hu] (2014)[6]
- Художник нації[hu] (2014)